# Nieuwkerk (gehucht)

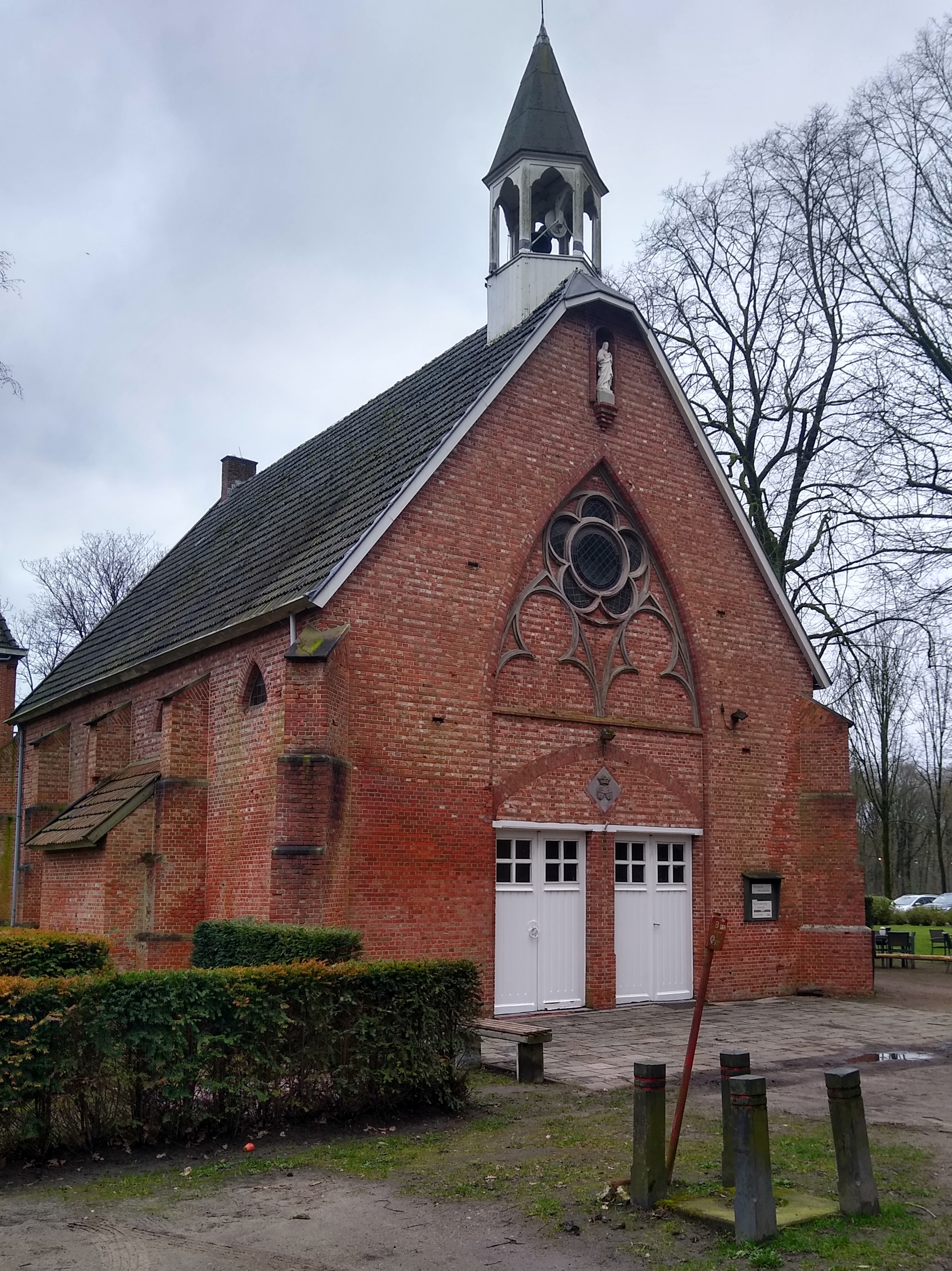
Grenskerk

Nieuwkerk is een gehucht op de Nederlands-Belgische grens tussen Goirle en Poppel.
Het Belgische deel hoort bij de deelgemeente Poppel van de Belgische gemeente Ravels.
Sommige straten hebben geen namen, waardoor de bewoners simpelweg op 'nieuwkerk x' wonen, in plaats van een straat. Nieuwkerk dankt zijn bestaan aan een grenskerk die in 1652 werd gebouwd ten behoeve van de parochie van Goirle.

## Geschiedenis
Tijdens de retorsieperiode vormde Nieuwkerk een vooruitgeschoven Spaanse enclave in het door de Staatsen bezette gebied. Nadat in 1638 de Goirlese pastoor gedwongen werd te vluchten, werd in 1639 een grenskerk gebouwd. De Tilburgers bouwden hun grenskerk in 1652. De streek, tot dan toe Steenvoirt genoemd, kreeg nu de naam: Nieuwkerk.
In 1660 kregen de Goirlese en Tilburgse katholieken toestemming tot het bouwen van een schuurkerk in hun eigen plaats. De jaarlijkse processie ter ere van Sint-Jan was echter niet toegestaan, zijnde een exorbitante paepse stoutigheid, en daarom trokken de Goirlese katholieken eens per jaar naar Nieuwkerk. In 1799 kwam hieraan op last van de bisschop van Antwerpen een einde, gezien de frivoliteiten die zich tijdens de bedevaart en aansluitende kermis pleegden af te spelen. De reeds vervallen grenskerk werd in 1810 gesloopt. Iets later werd op dezelfde plaats het kapelletje Sint-Jans-Gool gebouwd, dat nog een smeedijzeren deurklink uit de vroegere grenskerk bezit. De kapel werd in de jaren 80 van de 20e eeuw gerestaurerd.
Ter plaatse vormde zich een landgoed, waarop de eigenaar, Baron De Meester de Betzenbroek, nogal wat pachters huisvestte. De baron wilde daarom een kerk vestigen en vond de Missionarissen van de Heilige Familie te Grave bereid om een klooster te Nieuwkerk te vestigen. Op 1 juni 1913 werd dit ingewijd. Er werd les gegeven aan priesters in opleiding, waartoe een noviciaat werd ingericht.
Tijdens de Eerste Wereldoorlog werden het Nederlandse en Belgische deel gescheiden door een sterk bewaakte grens met patrouilles. Nadien was het gebied, tot enkele jaren na de Tweede Wereldoorlog, een dankbaar werkterrein voor smokkelaars.
Het klooster kwam eind jaren 50 van de 20e eeuw in handen van de Trappisten, die er Afrikanen opleidden voor kaderfuncties in de onafhankelijk geworden landen als Kenia en Congo-Kinshasa. Vervolgens kwamen er de Franciscanessen van Etten-Leur, die er een rusthuis voor van de missie terugkerende zusters inrichtten. Later vestigden zich tijdelijk nog de Priesterbroederschap Sint Pius X en een Maastrischtse congregatie, De Kommel geheten, in het pand, dat in 1986 door de landgoedeigenaar, Baron Eric de Jambline de Meux, van de Franciskanessen werd gekocht. Volgens de in 1913 gemaakte afspraak moet de zondagsmis nog steeds in de kapel van het complex worden opgedragen, zijnde een mini-parochie.

## Landgoed
Bij Nieuwkerk ligt ook het Landgoed Nieuwkerk. Dit is ontstaan in het begin van de 19e eeuw, maar reeds in de 13e eeuw had de Abdij van Tongerlo hier een hoeve in bezit. De hoeve verdween in de loop der eeuwen, maar in 1650 was er sprake van een nieuwe hoeve, Koeijeweijde genaamd. In 1716 sprak men van de schans inde Koeijweijde aende Steenvoort (Nieuwkerk) onder Gool (Goirle) daer Jan Rieberghs op woont. De naam Nieuwkerk komt van de nyeuwe kerck van dije van Tilborch ofwel de grenskerk van de Tilburgers. De bebouwing breidde zich door de komst van de kerken uit met onder meer een huis annex herberg tot gerieff ende gebruijck van de heer pastoirs ende capellaenen van Tilborch. Dit was het Wit Huis. Ondertussen was het grondbezit nog steeds in handen van de Abdij van Tongerlo, maar dat veranderde in 1796, toen de abdij werd opgeheven. In 1804 werden de goederen van de abdij in beslag genomen. In 1809 werden ze keizerlijk domein en in 1814 Rijksdomein.
Het Rijksdomein werd te koop aangeboden, maar katholieken kochten de geconfisqueerde abdijgoederen niet. Doch het was Jacob Gijsbert van Hogendorp (9 mei 1783 - 4 november 1845), zoon van Diederik Johan (II) van Hogendorp, die in 1820 een groot aantal goederen in dit gebied kocht. Hij pakte de zaken groots aan, richtte een veldoven op voor het bakken van baksteen om daarmee nieuwe gebouwen neer te zetten, hij kocht inculte grond (cultuurgrond) en verbeterde de wegen. Niettemin woonde hij zelf te 's-Gravenhage, waar hij referendaris der le klasse was bij de Raad van State. Slechts zijn laatste levensjaren sleet hij op Nieuwkerk, maar in 1845 kwam hij om door de gevolgen van een ongeluk met een op hol geslagen paard. Van Hogendorp stond bekend als een sociaal voelend man. De goederen werden te koop aangeboden en in 1860 kocht Jean François de Meester, die burgemeester was van Heindonk, het deel dat het huidige landgoed Nieuwkerk zou vormen. Het had een oppervlakte van 112 ha. In 1909 stierf hij.
Na een ingewikkelde geschiedenis van boedelscheiding en terugkoop kwam het bezit in handen van Albert De Meester de Betzenbroeck, een neef van de dochter van Jean François. Hij maakte de bouw van het klooster mogelijk en opende in 1914 het Hotel "De Golf", een uitspanning met doolhof en speeltuin. Dit hotel werd verwoest in oktober 1944, toen Goirle bevrijd werd. In hetzelfde jaar stierf Albert. Hij had een dochter die trouwde met André de Jamblinne de Meux en het is dit geslacht dat het landgoed nog steeds bezit. Het heeft tegenwoordig een omvang van 150 ha. Het riviertje de Poppelsche Leij meandert door het gebied.
In 1996 werd een deel van dit landgoed verworven door de Stichting Brabants Landschap. Dit deel, gelegen ten westen van de Poppelse Weg, bestaat voornamelijk uit akkers en graslanden, waar enkele houtwallen en lanen doorheen lopen. Ook liggen er enkele naaldhoutbossen. Opvallende broedvogels zijn havik, zwarte specht, groene specht en vuurgoudhaantje. De naaldbossen worden omgevormd tot gemengd bos en ook in de akker- en landbouwgebieden worden de natuurwaarden verhoogd, waarbij gebruikgemaakt wordt van de optredende kwel.

## Bezienswaardigheden
- De Kapel van Sint-Jans-Gool bevindt zich op de plaats van de voormalige grenskerk en werd gebouwd omstreeks 1820
- Het Witte Huis, uit 1667, op enkele honderden meter van de kapel verwijderd, wederopgebouwd na een brand. Tot 1860 fungeerde dit huis als herberg.
- Klooster Nieuwkerk, aan de Nederlandse zijde van de grens, ingewijd in 1913. Het was een succursaalshuis van de Missionarissen van de Heilige Familie. In 1997 kwam een einde aan de religieuze bestemming en vestigde zich een particulier die het ombouwde tot bezinnings- en congrescentrum. In 2006 werd het als zodanig geopend.

## Nabijgelegen kernen
Poppel, Goirle, Gorp, Hilvarenbeek, Alphen